# Діор Фол Соу
Елізабет Діор Фол Соу (нар. 1968) — сенегальська юристка та державна діячка Вона була першою жінкою-прокурором Сенегалу, призначеною владою Республіки до суду першої інстанції в Сен-Луї в 1976 році. Вона є почесним президентом Асоціації жінок-юристів.

## Життєпис
У 1976 році Діор Фолл Соу була призначена прокурором у Сен-Луї. Так вона стала першою жінкою прокурором в історії Сенегалу. Вона була національним директором з нагляду за освітою та соціальним захистом, директором з юридичних питань Сонател-Оранж, юрисконсультом Міжнародного кримінального трибуналу щодо Руанди, головним генеральним прокурором Апеляційного суду Кримінального суду Руанди та консультантом для Міжнародного кримінального суду.
Після дослідження, профінансованого ЮНІСЕФ, щодо гармонізації сенегальського законодавства відповідно до конвенцій ООН, Діор Фолл Соу очолила команду юристів, яка розробила закон Сенегалу 1999 року, який забороняє обрізання жіночих статевих органів .
З 2001 по 2005 роки Діор Фол Соу була членом Африканського комітету експертів з прав та добробуту дитини .
У 2015 році вона стала почесним президентом Об-єднання журналістів з гендерних та прав людини (Network of journalists in Gender and Human Rights). Діор Фол Соу вийшла на пенсію в 2017 році.

## Праці
- The Rights of Children in the African Judicial System' («Права дітей в африканській судовій системі»), in E. Verhellen (ed.) Understanding Children's Rights, University of Ghent, 1996.